# 西德尼·布拉德福
西德尼·布拉德福（Sidney Bradford，1906年—1960年），10個月大時失明，52歲時眼角膜移植後重獲視力。他是神經科學家理察·格里高利許多關於視覺的科學研究的主題。
他重獲視力後，能以視覺閱讀凹凸鐘上的時間。他可以憑早期觸覺的經驗來看東西。
他不能感覺到奈克方塊的模稜兩可，不能解讀二維藝術的透視法。不過，他可以判別一間房內事物的距離。